# CHa-47
CHa-47 – мисливець за підводними човнами Імперського флоту Японії, який узяв участь у Другій Світовій війні. 
CHa-47 відносився до серії допоміжних мисливців, споруджених з використанням можливостей малих суднобудівних підприємств. Ці кораблі мали дерев’яний корпус та при зникненні зацікавленості у них зі сторони збройних сил мали бути перетворені на риболовецькі судна. 
Спорудження корпусу  CHa-47 здійснили на  верфі в Йонаго (обернене до Японського моря узбережжя Хонсю), а його оснащення озброєнням провели на верфі ВМФ у Майдзуру (обернене до Японського моря узбережжя Хонсю).
Служба корабля була пов’язана з Палау (важливий транспортний хаб на заході Каролінських островів) та рейсами до Нової Гвінеї. Зокрема, відомо, що він підсилив охорону конвою «Вевак-Голландія № 5» на завершальному етапі маршруту, а 23 грудня 1943-го цей конвой успішно повернувся на Палау.
20 січня 1944-го CHa-47 вийшов з Палау в охороні конвою «Вевак-Голландія № 8», обидва транспорти якого вже 21 січня були потоплені підводним човном.
12 березня 1944-го CHa-47 вийшов з Палау в конвої «Вевак № 21». 18 березня загін прибув до Веваку та почав розвантаження, проте невдовзі цю базу почали бомбардувати американські кораблі. «Вевак № 21» рушив назад, але 19 березня авіаційна розвідка виявила конвой, який став ціллю для двох потужних нальотів, у другому з яких узяло участь 89 бомбардувальників В-25 та А-20 під прикриттям винищувачів. Як наслідок, конвой був знищений, а серед потоплених кораблів опинився CHa-47.